# Orthotrichum undulatifolium
Orthotrichum undulatifolium är en bladmossart som beskrevs av C. Müller 1888. Orthotrichum undulatifolium ingår i släktet hättemossor, och familjen Orthotrichaceae. Inga underarter finns listade i Catalogue of Life.